# Ingvar (prénom)
Ingvar est un prénom masculin scandinave dérivé du vieux norrois Yngvarr, formé des éléments Yngvi, un dieu de la mythologie nordique, et herr « armée ». Dans les pays nordiques, ce prénom se rencontre surtout en Suède.
Le prénom Ingvar est à l'origine du patronyme suédois Ingvarsson signifiant « Fils d'Ingvar ».

## Personnages historiques portant ce nom
- Ingvar, Yngvar ou Yngvarr, roi semi-légendaire de Suède du VIIe siècle ;
- Ingvar (mort en 945), prince de la Rus' de Kiev ;
- Ingvar, chef varègue du XIe siècle ;
- Ingvar (mort en 1220), prince de la Rus' de Kiev.

## Autres personnalités portant ce prénom
- Pour l'ensemble des articles sur les personnes portant ce prénom, consulter :
  - la liste des articles dont le titre commence par ce prénom
  - les listes produites par Wikidata : Liste des personnes de prénom « Ingvar » — même liste en incluant les éventuels prénoms composés qui contiennent « Ingvar ».